# Henri Guérin (labdarúgó)
Henri Guérin (Montmirail, 1921. augusztus 27. – Saint-Coulomb, 1995. április 2.) francia válogatott labdarúgó, edző.

## Pályafutása

### A válogatottban
1948 és 1949 között 3 alkalommal szerepelt a francia válogatottban. 

### Edzőként
1962 és 1966 között a francia válogatottnál dolgozott, 1964-től ellátta a szövetségi kapitányi feladatokat. Irányításával kijutottak az 1966-os világbajnokságra.